# Sebastian Redecke
Sebastian Redecke (Osnabruck, 1957) es un arquitecto, editor y autor alemán.

## Biografía
Estudió arquitectura en la Universidad Técnica de Brunswick en Alemania y en Roma (Italia). Sus investigaciones se desarrollan en torno a la arquitectura contemporánea francesa y alemana. Desde 1990 es editor y miembro de la redacción de Bauwelt, revista y plataforma en línea sobre arquitectura contemporánea y diseño. También ha colaborado con otros medios y publicaciones internacionales, entre los que se incluye la inglesa The Architectural Review. Entre sus publicaciones destacan, entre otros, los libros Oscar Niemeyer in Algiers: The Unknown (2016), Paris: Contemporary Architecture (Prestel, 1997), una visión de la capital francesa desde la arquitectura o Dream City. Zur Zukunft der Stadträume (Hatje Cantz, 2001), que pone el acento en los desarrollos urbanos europeos del siglo pasado, así como un gran número de artículos en revistas especializadas.